# グッピー
グッピー（学名：Poecilia reticulata）は、カダヤシ科ポエキリア属/グッピー属の1種に分類される魚類。
1858年頃にベネズエラのカラカス付近を流れる短い川であるグアイレ川で発見（科学的発見）された。生きた群が船便でおよそ半年かけてイギリスの大英博物館に届けられたが、体力的に丈夫な魚であるため、ほとんどの個体が生きたまま無事に到着したという。1859年に記載された。
全長約5 cm (2.0 in)の小魚で、雄のほうが雌に比べて色も形も派手である。卵胎生。古くから熱帯魚として広く親しまれている。
外来種としては、世界の比較的温暖な各地である程度問題視されている（分布図参照）。日本も例外ではなく、沖縄県のような適温地域ばかりでなく、冷涼な高緯度地域でも、温泉街の用水路や温排水を出す施設の周辺水域などでは、放逐（廃棄的放流）されたり誤出されたりした群の生存が確認される（cf. #外来種問題）。

## 名称

### 学名
属名の "Poecilia（ポエキリア）" は、古代ギリシア語 "ποικιλία（ラテン翻字：poikílos、日本語音写例：ポイキロス）" をラテン語形化したうえで名詞化した語形である。元の古代ギリシア語の意味は、英語の "variegated"、日本語の「多色の、多彩な、まだらの」に相当する。従って属名は「多色な者」「多彩な者」「まだら模様を有する者」などといった意味を持つ。
種小名の "reticulata（レーティクラーター、レティクラタ）" は、英語の "reticulated"、日本語の「網状の、網状になった」に相当する意味のラテン語 "rēticulātā（レーティクラーター）" に由来する。

### 英語名
英語名 "guppy" は、[ˈɡʌpi]と発音し、日本語ではこれを音写して「グッピー」と読み書きする。guppy の名は、本種を発見したトリニダード島居住のイギリス人博物学者レッチミア・グッピー (Robert John Lechmere Guppy) に捧げられた名前である。
博物学者ヴィルヘルム・ペータースが1859年の時点で本種を Poecilia reticulata Peters, 1859 の学名で記載したのであるが、1866年になって、今度は博物学者アルベルト・ギュンターが、自分の研究していた標本をペータースのものと同種とは気付かずに Girardinus guppii Günther, 1866 の名で記載した。ここで命名された種小名 "guppii" が「グッピー氏にゆかりの」を意味するレッチミア・グッピーへの献名であった。ところが、先述のとおり、ペータースの学名が先行名として記載されていたことが判明すると、ギュンターの学名は後行異名（遅れて記載された異名）ということになり、折角の献名も無効になってしまった。このような経緯を辿ったため、グッピーの発見者たるグッピー氏の名前は献名の栄誉に浴せなくなったが、通称という形で広まった英語名のほうはそのまま定着して国際共通語的名称になった。
また、ヨーロッパに伝えられた当時の通称には、guppy のほかに "rainbow fish" や "million fish" があった。前者は虹のように色彩が美しいことから、後者は簡単に繁殖させられることから、そのように呼び馴らされたものである。

#### 名字としての "Guppy"
英語圏での "Guppy" は第一に人名（名字：グッピー）で、元々はウィルトシャーやドーセットなどイングランド南西部で17世紀頃から記録されている名字であった。一説に、この姓は「キツネ」を意味する古フランス語 "goupil" に由来するフランス語の名字 "Goupy" と関連していると見られる。そのようなことで、魚のグッピーに特定する意をもって呼ぶ場合に "guppy fish" を用いることがある。

### 和名
和名は、現在の標準和名である「グッピー」のほかに、「ニジメダカ（虹目高、虹鱂）」がある。また、「百万魚」という漢字表記もあるが、読みに関しては情報が無い。「虹鱂 / 虹目高（ニジメダカ）」と「百万魚」は、それぞれに英語名の "rainbow fish" と "million fish" に対応した漢訳語であることが分かる。

### 中国語名
中国語では、いずれも美麗な「孔雀魚（簡体字〈以下同様〉：孔雀鱼｜拼音：kǒngquèhóng〈日本語音写例：コォンチュエホォン〉）」「孔雀花鱂（孔雀花鳉）」「鳳尾魚（凤尾鱼）」「彩虹花鱂（彩虹花鳉）」「虹鱂（虹鳉）」「古比魚（古比鱼）」などといった名称で呼ばれている。

## 生物的特徴

### 形質
グッピーは小型の胎生メダカ類である。雄と雌で性的二形が著しく、大きさは雌が大きいが、彩りは雄が美しい。雌雄異体種であるが、ホルモン剤投与により人工的に性転換を起こすことが可能である。
体長は、雄が1.5–4 cm (0.6–1.6 in)、雌は3–7 cm (1.2–2.8 in)。雌の形はメダカやカダヤシに似ている。野生種では薄い褐色の体に、透明な鰭（ひれ）を持つ。雄では雌よりやや細身ながら、ほぼ同じ形であるが、背鰭と尾鰭が大きく広がる。特に尾鰭は後端が不規則な形の旗のように広がり、また、胴体の側面と尾鰭に青や赤など様々な色の模様が出て、一部は金属光沢を帯びる。これらの斑点は個体変異が大きく、親子兄弟でも違ったものが見られる。また、臀鰭/尻鰭（しりびれ）は細長く尖る。この臀鰭はゴノポディウム (gonopodium) と呼ばれる管状の交接器になっており、これによって精子のかたまりを雌の総排出腔に注入する。
観賞用に改良された品種が多くある。飼育種は品種によって様々であるが、野生種より大柄で、鰭がより広がるものが多い。また、それらでは雌にも尾鰭などに若干の模様が出ることが多い。

### 分布
野生種は、南アメリカ北部のベネズエラ、ギアナ地方、ブラジル北部、西インド諸島南部のトリニダード島およびバルバドス島に分布し、河川に棲む。

#### 外来種問題
アメリカ、日本（沖縄県ほか）、タイ、パプアニューギニア、オーストラリア、スリランカなどで、在来種の魚類を駆逐して生態系を脅かしている。日本では（少なくとも2010年〈平成22年〉には）環境省によって「要注意外来生物（現・生態系被害防止外来種）」に指定されており、これ以上に野生個体が増殖するようなら「特定外来生物」に指定される可能性もある。
グッピーは熱帯魚だけに耐寒性が低く、日本本土の野外で越冬するのは難しい。しかし、カダヤシより止水や汚水に強く、都市の下水道ですら生育できる能力がある。そのために、温泉街などでは下水の流入する地域に外来種として生息している例がある。北海道の温泉地（十勝川温泉など）でも定着が確認されている。野生化した飼育個体は野生型に近い姿をしている。
沖縄県では自然の流水にメダカが生息するが、郊外の流水から止水域でカダヤシが、都市の下水や汚染の進んだ河川でグッピーが生息し、いずれもメダカの生息環境に対する脅威となっている。先述のとおり、グッピーが国内で定着可能な水域は限定的であり全国的に問題化する可能性は低いが、環境省は生態系被害防止外来種に選定し、飼育グッピーを野外へ遺棄しないよう啓発している。
なお、沖縄の熱帯魚店では、捕獲された野生化グッピーが販売される例がある。主としてアロワナなど大型魚の餌とするためである。

### 天敵
自然界における主な天敵（主な捕食者）としては以下のものがある。

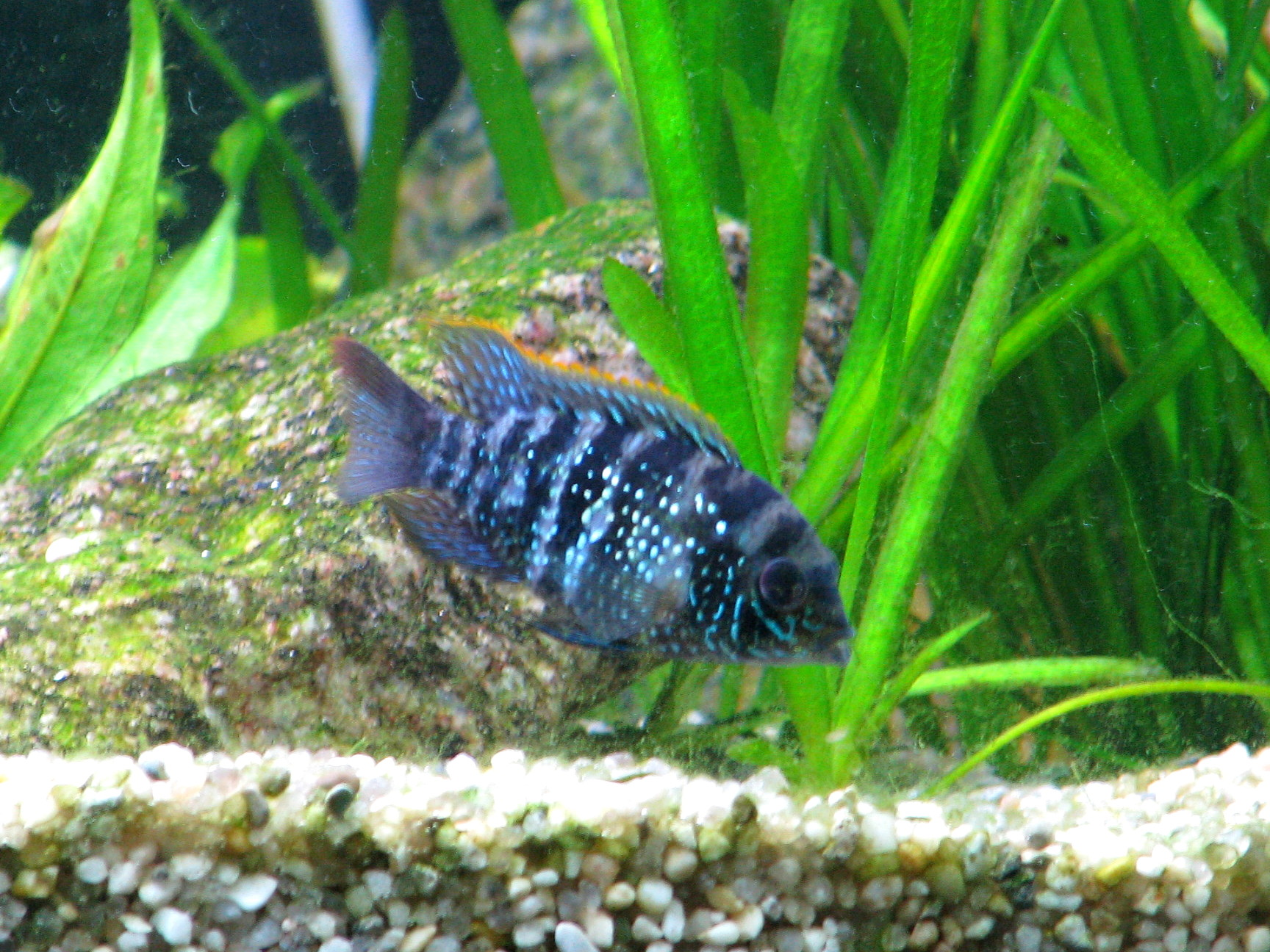
ブルーアカラ

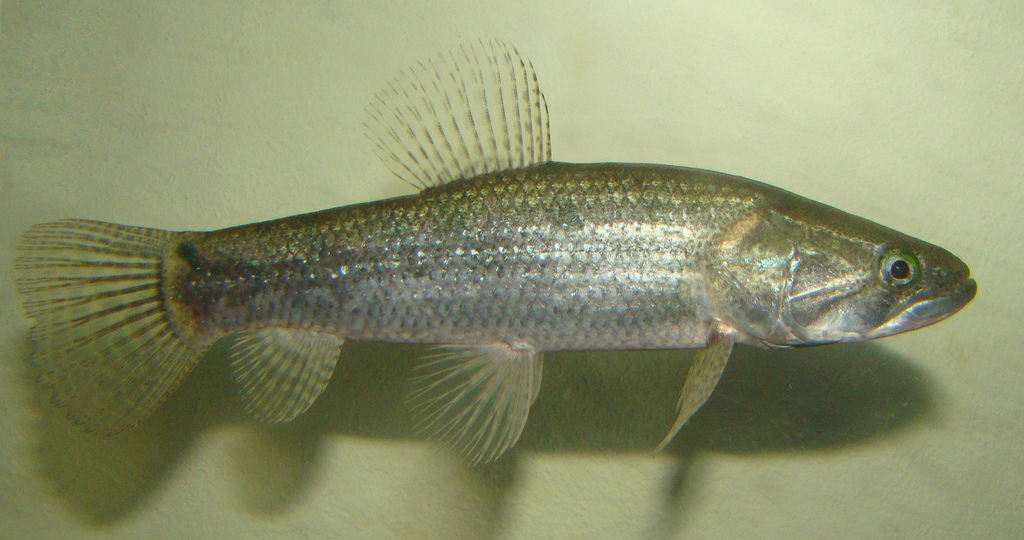
トラヒラ

- ブルーアカラ（英語版）（学名：Aequidens pulcher、英名：Blue acara）- カワスズメ目（英語版）（旧分類ではスズキ目）シクリッド科アンディノアカラ属（英語版）の肉食性淡水魚。トリニダード島およびベネズエラを主とする南アメリカに生息する。■右列に画像あり。
- パイクシクリッド（英語版）（学名：Crenicichla alta、英名：Pike cichlid）- カワスズメ目（旧分類ではスズキ目）シクリッド科クレニキクラ属（英語版）。生息地はブルーアカラと同じ。
- リブルス（英語版）（学名：Rivulus hartii、英名：Rivulus）- カダヤシ目リブルス科（英語版）リブルス属。カリブ諸島と南アメリカに生息。
- トラヒラ（英語版）（学名：Hoplias malabaricus、英名：Wolf fish, Tigerfish, Guabine, Trahira）- カラシン目エリュトリヌス科（英語版）ホプリアス属（英語版）。トリニダード島および南アメリカに生息。■右列に画像あり。
- ゴールデントラヒラ（英語版）（学名：Hoplerythrinus unitaeniatus、英名：Golden trahira）- カラシン目エリュトリヌス科ホプレリトリヌス属（英語版）。トリニダード島および南アメリカに生息。
- ファットスリーパー（英語版）（学名：Dormitator maculatus、英名：Fat sleeper）- ハゼ目（英語版）カワアナゴ科Dormitator属（英語版）。北アメリカ南部、バハマ諸島、南アメリカに生息。

### シノニム

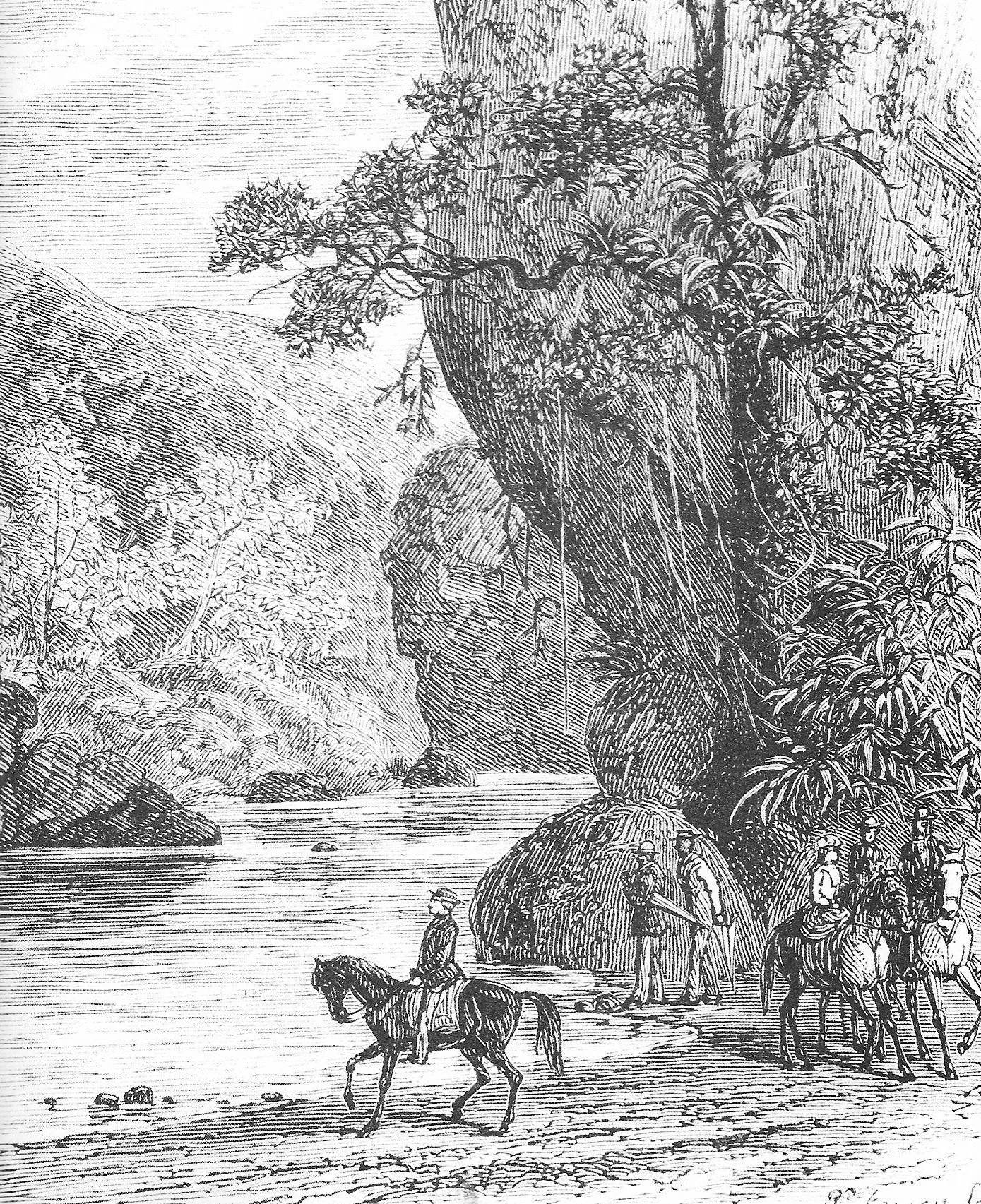
本種が発見された頃の発見地付近を描いた挿絵

- Acanthophacelus guppii (Günther, 1866)
- Acanthophacelus reticulatus (Peters, 1859)
- Haridichthys reticulatus (Peters, 1859)
- Heterandria guppyi (Günther, 1866)
- Girardinus guppii Günther, 1866 [23]
- Girardinus reticulatus (Peters, 1859)
- Lebistes poecilioides De Filippi, 1861
- Lebistes poeciloides De Filippi, 1861
- Lebistes reticulatus (Peters, 1859)
- Poecilia reticulatus Peters, 1859
- Poecilioides reticulatus (Peters, 1859)

## 論文

### 原記載論文
- Peters, W. C. H. (June 1859). “Eine neue vom Herrn Jagor im atlantischen Meere gefangene Art der Gattung Leptocephalus, und über einige andere neue Fische des Zoologischen Museums.” (ドイツ語). Monatsberichte der Königlichen Preussische Akademie des Wissenschaften zu Berlin (Berlin) June:  412.
  - 記載された種：Poecilia reticulata Peters, 1859

## 関係者
- GUPPY, R. J. L. (Robert John Lechmere Guppy)

レッチミア・グッピー (Lechmere Guppy)。日本語では「レクメア・グッピー」とも呼ばれる。1836年生、1916年没。本種の科学的発見者（発見当時22-23歳）。トリニダード島居住のイギリス人博物学者。トリニダード島における研究で、博物学、とりわけ地質学・古生物学・動物学の分野に多大な貢献をした。
- PETERS, W. K. H. / PETERS, W. C. H. (Wilhelm Karl Hartwich Peters, Wilhelm Karl Hartwig Peters)

ヴィルヘルム・ペータース (Wilhelm Peters)。1815年生、1883年没。ドイツ人博物学者。本種の学名 Poecilia reticulata Peters, 1859 の記載者（記載当時43-44歳）。
- GÜNTHER, A. (Albert Karl Ludwig Gotthilf Günther)

アルベルト・ギュンター (Albert Günther)。1830年生、1914年没。ドイツ人博物学者。本種の後行異名 Girardinus guppii Günther, 1866 などの記載者。彼が本種に与えた2種類の種小名 "guppii（ラテン語音写：グッピイー、日本語慣習読み：グッピイ）" および "guppyi（ラテン語音写：グッピュイー、日本語慣習読み：グッピイ）"（『シノニム』節を参照）は、いずれも「グッピー氏にゆかりの」を意味しており、レッチミア・グッピーへの献名であった。ペータースの記載した学名が先行名であったため、ギュンターの学名は後行異名となって無効名と化し、グッピー氏への献名も無効名になってしまったが、英語名という形では生き残った。
- DE FILIPPI, F. (Filippo De Filippi)

フィリッポ・デ・フィリッピ (Filippo De Filippi)。1814年生、1867年没。イタリア人医師で、旅行者、博物学者（動物学者）。本種の後行異名の記載者の一人。

## 飼育
観賞用に飼育されているこの仲間のうちでは、ごく小型の部類にはいる。非常に丈夫で飼育が容易である。また、同類の他の魚との違いとして、個体ごとに色が異なることがあげられる。サザンプラティフィッシュなども様々な色彩のものがあるが、それらは品種として扱える程度の遺伝的な安定性があるが、グッピーでは変化が非常に激しい。しかもそれがひれの形にまで及ぶのが独特で、特に改良品種では大きな鰭を持ち、美しい。また、繁殖もごく簡単で、群泳させておけば勝手に交配し、子を産む。気をつけなければならないのは、生まれた子を親が共食いしないような配慮くらいであり、非常にやさしい。それらの特徴のため、熱帯魚における入門的な種としても人気がある。
長く系統を維持するのは案外難しい。安易な飼育では繁殖はしても次第に勢いを失い、奇形が出現することが多く、系統の維持は容易でない。さらに美しいものを繁殖させるのはもっと難しい。美しい個体を作るためには遺伝的背景を考慮する必要があり、その辺の工夫に凝るときりがない。それゆえ、「熱帯魚飼育は "グッピーに始まりグッピーに終わる"」といわれることもある。

## 流通
日本へは1920年（大正9年）頃に伝わったとされる。広く認知され始めたのは1930年（昭和5年）頃で、三越の日本橋本店や銀座千疋屋に陳列されるようになってからである。今では、主にシンガポールで養殖されたものを「外国産グッピー」、日本国内で繁殖・作出されたものを「国産グッピー」と呼んでいる。外国産グッピーのほうが安価であるが、国産グッピーのほうが日本の水で育っていること、輸送ストレスが低いこと、大切に扱われていることなどから大変丈夫である。特に1990年代から俗に「グッピーエイズ」と呼ばれた病気により、外国産グッピーの死亡率が非常に高い現象が知られているが、国産グッピーではそのようなことはない。

## 品種

Large strains
A - Veil tail
B - Delta tail, Triangle tail
C - Fan tail
D - Flag tail
Sword strains
E - Double sword
F - Top sword, Upper sword
G - Bottom sword, Lower sword
H - Lyre tail
Short strains
I - Coffer tail
J - Spear tail
K - Round tail
L - Pintail, Needle tail

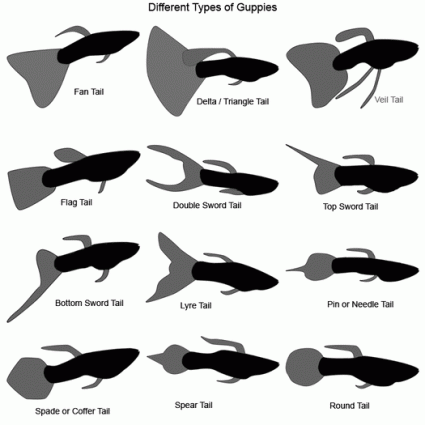
1列目
Fan tail
Delta tail, Triangle tail
Veil tail
2列目
Flag tail
Double sword
Top sword
3列目
Bottom sword
Lyra tail
Pintail, Needle tail
4列目
Coffer tail
Spear tail
Round tail

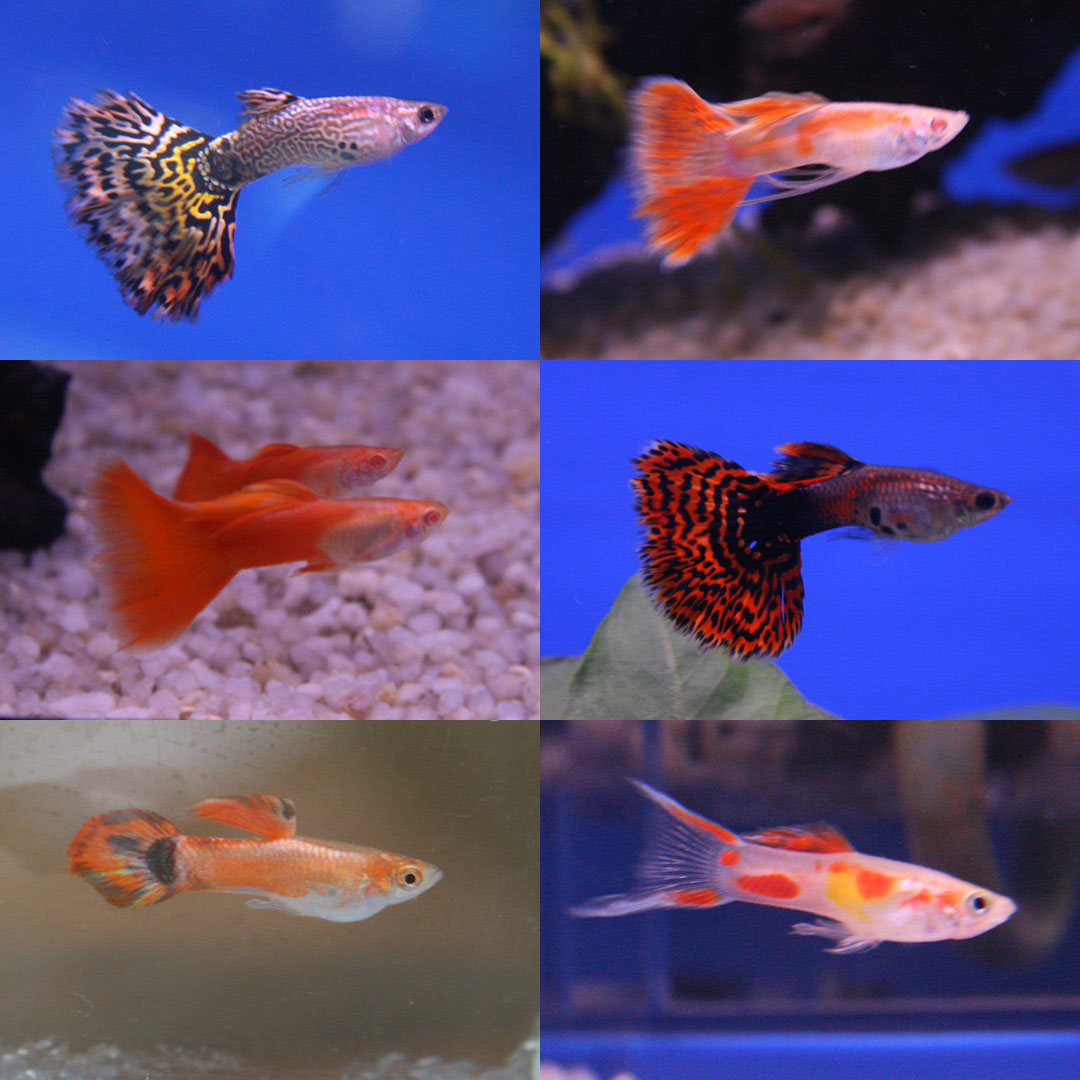
様々な飼育種

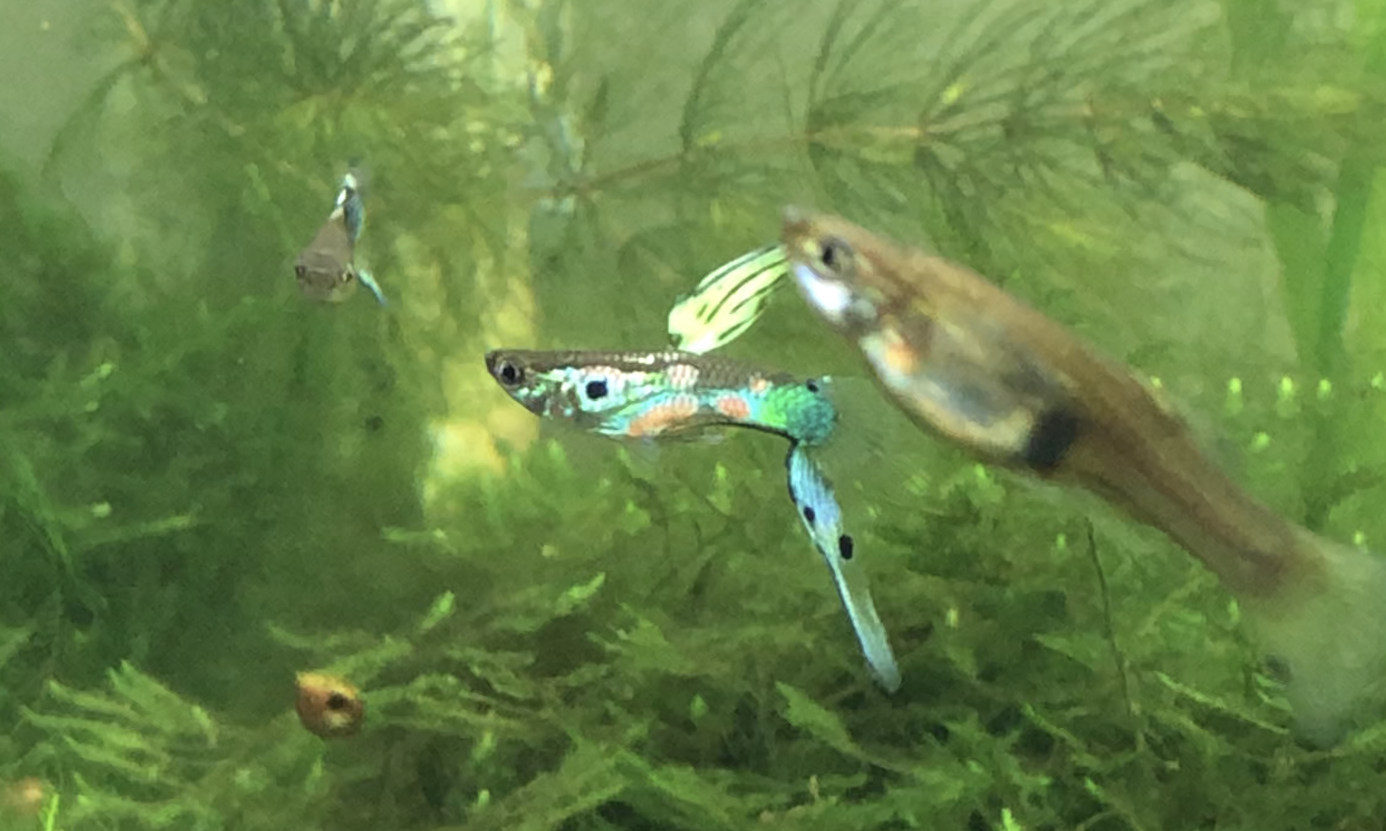
中央の雄はボトムソードテール

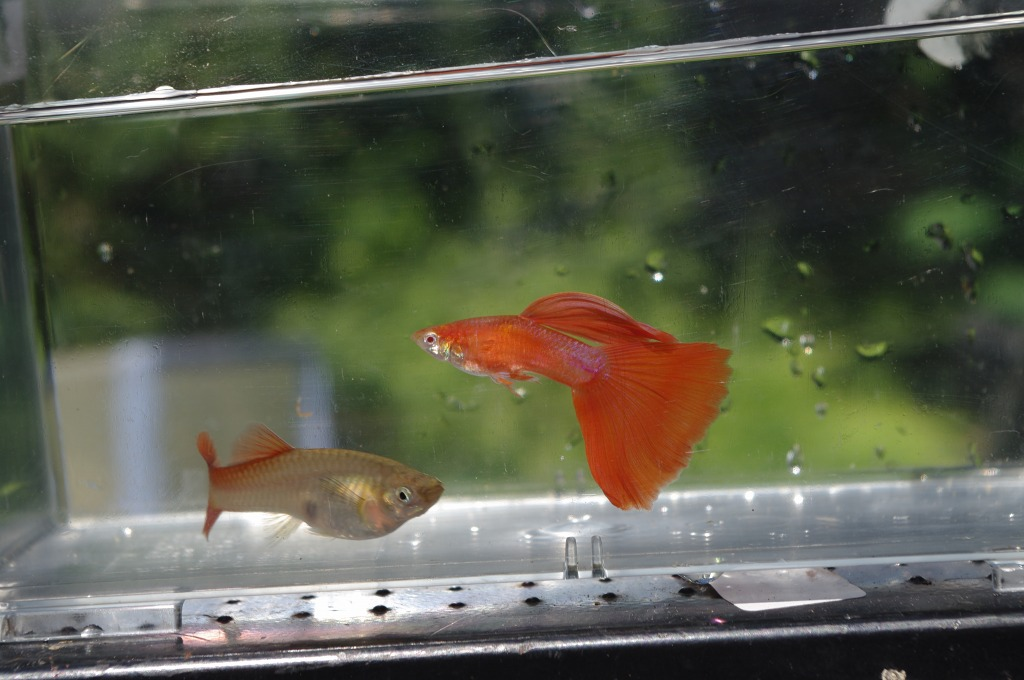
リアルレッドアイ・フルレッドテール

ここでは数多くの品種のうちの主要なものを記載する。

### 尾鰭の形状
尾鰭の形状に豊富なバリエーションがあり、以下のように様々な名称で区別されている。ヨーロッパではラウンドテールやピンテールの品種に人気がある。
- ラージストレイン (large strains)
  - ベールテール (veil tail) - ベール/ヴェイル（女性が頭や肩に掛ける布。面紗。）のような形状。■右図のA。
  - デルタテール (delta tail) / トライアングルテール (triangle tail) - デルタ図形やトライアングルのような正三角形に大きく広がる。最も一般的。日本では「デルタテール」と呼称するのが通例。■右図のB。
  - ファンテール (fan tail) - 扇形。日本ではおにぎりのような形状と説明されることもある。■右図のC。
  - フラッグテール (flag tail) - 旗のような長方形。■右図のD。
- ソードストレイン (sword strains)
  - ソードテール (swordtail) - 刀剣のように細長く伸びる部位がある。剣尾型。
    - ダブルソードテール (double swordtail) - 上葉も下葉も伸びる。■右図のE。
    - トップソードテール (top swordtail) / アッパーソードテール (uper swordtail) - 上葉だけが伸びる。■右図のF。
    - ボトムソードテール (bottom swordtail) / ロウアーソードテール (lower swordtail) - 下葉だけが伸びる。■右図のG。

  - リラテール / ライアテール (lyra tail) - 楽器のリラ/ライアを横倒ししたような特殊なソードテール。■右図のH。
- ショートストレイン (short strains)
  - コファーテール (coffer tail) - 六角形あるいは箱形。■右図のI。
  - スペードテール (spade tail) - 円形の尾鰭（ラウンドテール）の最後部中央から短い突起が伸びて、スペードマークを横倒ししたような形状になっている。■右図に該当なし。
  - スピアテール (spear tail) - 円形の尾鰭（ラウンドテール）の最後部中央から細長い1本が直線状に伸びる。槍の一種であるスピアーに譬えられる。■右図のJ。
  - ラウンドテール (round tail) - 円形。■右図のK。
  - ピンテール (pintail) / ニードルテール (needle tail) - 円形の尾鰭（ラウンドテール）の最後部中央から細長い1本が直線状に伸びる。ピン（留め針）やニードル（針）に譬えられる。■右図のL。

### 日本での流通品種
日本国内では、グッピーの流通品種を「国産グッピー」と「外国産グッピー」の2種類に大別している。
「国産」というのは日本国内で繁殖・作成された品種を指す。日本の水質（中性および弱酸性）に適応しやすい。生体の状態が良いのが普通で、丁寧に育成されているものが多い。ただし、外国産に比して価格が高い。
一方、日本で「外国産」というのは、事実上は東南アジア産であり、もっぱらシンガポール産と言って差し支えない。呼称としても「シンガポール産」が用いられることが多い。国産グッピーより価格の安い品種が多い。外国産（東南アジア産）は国産と違って日本の水質に慣れていない状態で飼育を始めることになる。水質は東南アジアに合わせて中性および弱アルカリ性から徐々に日本の水質に慣らしていく。ただ、さほど神経質になる必要は無く、育てやすさに大きな差は無い。外国産で注意すべき点は、「グッピーエイズ」などの病気の因子を持っている場合があるということで、国産はその点でリスクが低い。また、輸送時のストレスを受けている個体も多く、輸入直後の生体を購入する場合や、国産グッピーとの混泳には注意が必要である。

### 東南アジア産
東南アジア産、あるいは、シンガポール産と呼ばれるグループ。
レッド・モザイク
最も一般的なグッピーの一つ。名前のとおり、赤いモザイク模様が美しい。
グリーン・グラス
モザイク・グッピーより尾鰭の模様が細かい。
ブラック・タキシード
体の下半分から尾鰭まで雌雄同様に真っ黒になるのが特徴。
フラミンゴ
体がフラミンゴのようなあざやかな赤色をしていることからこの名がついた。

### 日本産
日本国内のブリーダー産。
ドイツイエロー・タキシード
体の半分が濃い色彩で染まった品種。グッピーの中でも、1・2位の人気を誇る。1969年にドイツから導入された。日本ではイエローよりもホワイトカラーの尾鰭が好まれ、現在日本のドイツイエロータキシードはイエローではなくホワイトカラーになっている。
キングコブラ
原型はアメリカで作出された。基調色は黄色で体にキングコブラのような模様が入る。
アルビノ・レッドテール（ルチノー）
昔から存在するアルビノタイプ。メラニン色素が欠落した系統である。本種はアルビノの中でも人気が高い。
オールドファッションファンテール
1986年にヨーロッパから導入された。柄の鮮やかさが特徴。
ピングー
Pingu。"Pink Guppy" の意。1993年にヨーロッパから導入された。下半身がピンク系の真珠色に輝く。性染色体上のタキシード遺伝子に加え、常染色体上の劣性形質であるピングー遺伝子が同時に揃った場合に表現される。
レッドモザイク
柄がグラスよりも大柄に入る。尾筒の付け根が暗色で始まる。
ブルーグラス
日本のブリーダー（荒井と木島）が作出したグッピー。グラス遺伝子・ヘテロモルファ遺伝子・ゼブリナス遺伝子を合わせた品種。グッピーの中では1・2位を争う人気品種。尾筒の付け根は明色で始まる。
イエローグラス
レオパードとガラスのグラスから作出されてとされている。尾鰭が鮮やかなイエローに黒いスポットが特徴。
ウィーンエメラルド
尾びれの形状が上下にソードのような形を形成しているグッピー。ボディカラーが鮮やかでソードテールの中では一番の人気。
ネオンタキシード
背中のシルバーとメタリックブルーの単色の尾鰭が美しい。ブルーの発色は不完全優性と呼ばれる珍しい遺伝をする。ブルーグラスなどのブルーの大元である。
アクアマリン（ジャパンブルー）
大元は、外国産のジェイドと呼ばれる遺伝子からの派生。下半身部分がライトブルーに輝くタイプを指す。
RRE.Aアクアマリンネオンタキシード
別名ブルートパーズ（トパーズと省略されることが多い）。尾鰭とボディがブルーに輝く神秘的なグッピー。RRE.A（リアルレッドアイ・アルビノ）とは目が赤いアルビノのことである。ルチノーよりもメラニン色素が薄くより赤く表現される。
ギャラクシーブルーグラス
プラチナ遺伝子とコブラ遺伝子がYで固まった遺伝子をギャラクシーと呼ぶ。それに、ブルーグラスの尾鰭を持たせた物である。
レッドグラス
外国産グラスグッピーと国産のレッドモザイクとの交配により作出されたと言われている。ブルーグラスと別種であるが、最近はレッドグラスとブルーグラスが混ざった子が売られている場合がある。

### 体色
グレー
普通種とよばれていて、グッピーの体色に一番多い。
ゴールデン
突然変異により発生した黄色い体色。
アルビノ
突然変異により黒色色素がない体色。目は赤く見え、角度によって黒く見えるものは「ブドウ目」、どの角度から見ても赤いものは「リアルレッドアイアルビノ」と呼ばれている。
ブラオ
やや青みがかったグレーの体色。

## 同属異種

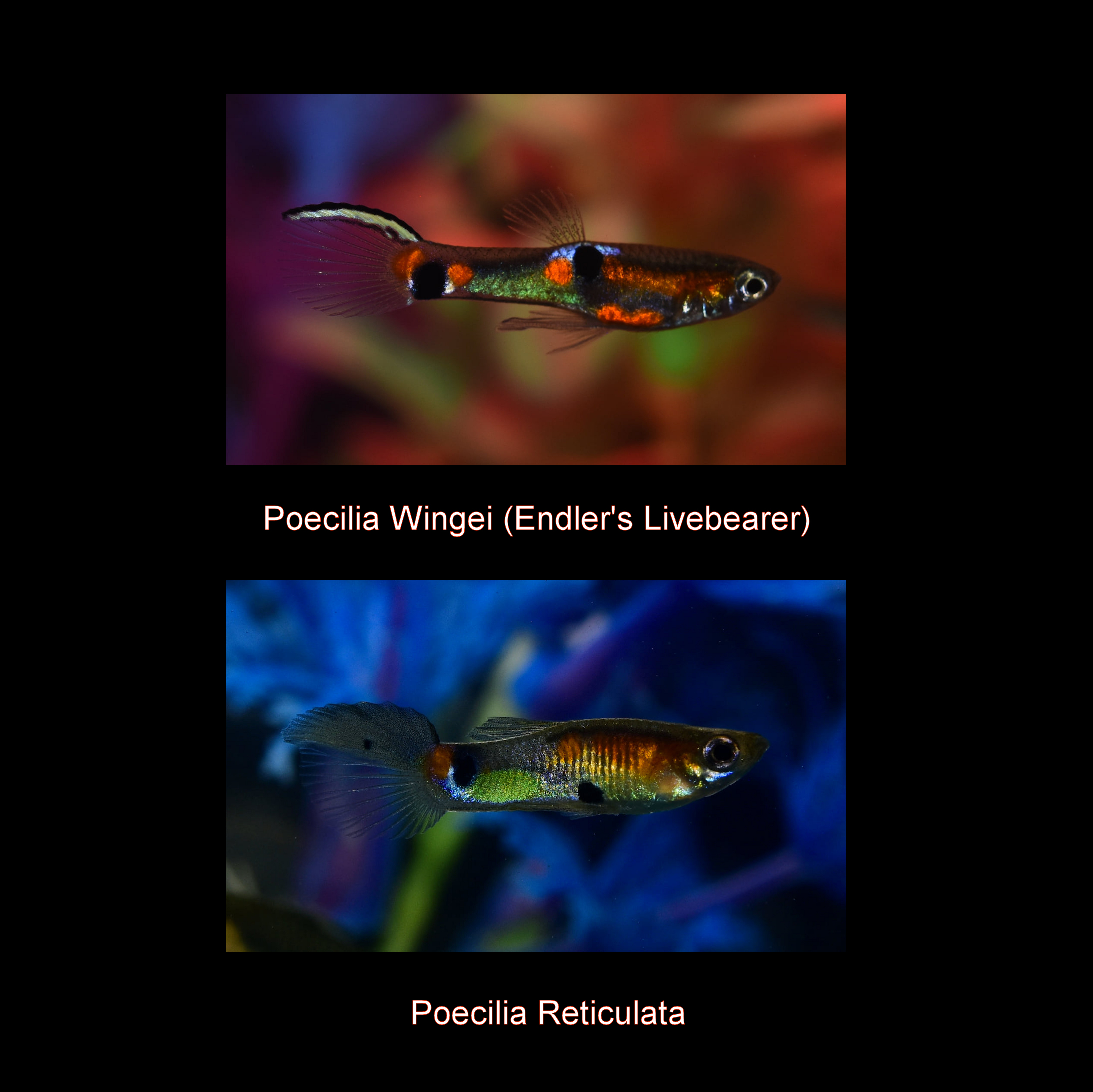
エンドラーズ・ライブベアラの雄（上）とグッピーの雄（下）

エンドラーズ・ライブベアラ（英名：Endler's livebearer）は、カナダの生物学者（動物行動学者、進化生物学者）ジョン・エンドラーがベネズエラのクマナ市内にある湖で1975年に発見したグッピーであったが、ブリーダーによって早々に近縁他種と交雑（異種交配）されてしまい、本来の形質と違った状態で固定されてしまったと考えられる。つまり、発見時のオリジナル種（学名なし）と交雑後の「エンドラーズ・ライブベアラ」（現在の学名：Poecilia wingei）は、少なくとも品種のレベルで異なることが知られていた。それでもグッピーの一種として長く流通してきた。しかし、2005年になってグッピー（学名：Poecilia reticulata）とは同属異種（ポエキリア属/グッピー属エンドラーズライブベアラ）という取り扱いに変わった。21世紀初期には交配と品種改良が進められ、ハイブリッド種も数多く作出されている。2020年代の日本では特に人気が高まっている。かつては「国産グッピー」として売られていることが多かった。

## 関連事象

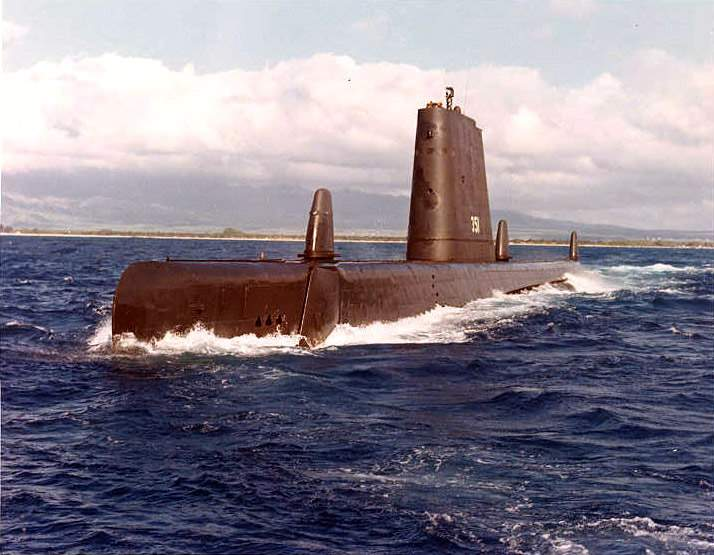
GUPPYの下で高性能化された潜水艦の1隻 USS Greenfish

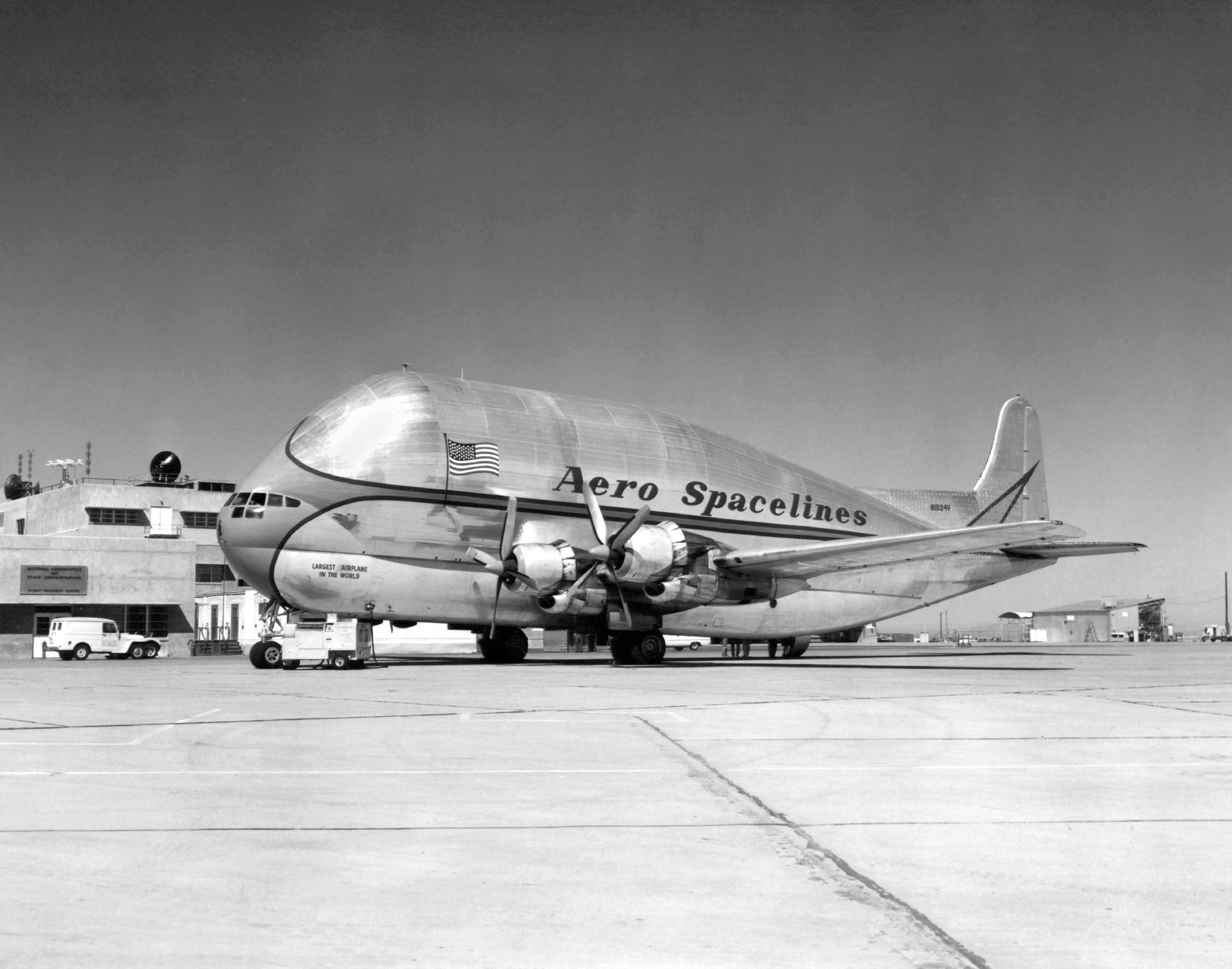
重貨物機 Pregnant Guppy

### 潜水艦推力増強計画 GUPPY
潜水艦推力増強計画（英: Greater Underwater Propulsion Power Program）は、第二次世界大戦後にアメリカ海軍が実施した潜水艦の近代化改装計画。頭字語は発音しやすいように "Y" を付け足した "GUPPY" となり、発音は本種と同じ「ガピィ/ゴピィ」、つまり、日本語読みすれば「グッピー」である。

### Pregnant Guppy
航空機「プレグナントグッピー」 (Aero Spacelines Pregnant Guppy) は、アメリカ航空宇宙局 (NASA) が運用する、特大サイズの貨物を輸送するための広胴型巨大貨物輸送機。その名 "Pregnant Guppy" は「身篭ったグッピー」を意味し、産卵を控えて腹が大きく膨らんだ雌のグッピーを連想しての命名である。

### グッピーなら死んでる
「グッピーなら死んでる」「グッピーなら死んでた」は、日本語のインターネットスラングである。この語は、サブカルチャーの分野で、テンションの温度差が激しすぎる作品を指すとともに、その状況に対して発せられる慣用句にもなっている。熱帯魚の中でも体力的に丈夫なグッピーは初心者でも飼育しやすいことで知られているが、そうは言っても熱帯魚だけに、温度差には弱い。グッピーのこの特徴をテンションの温度差が激しい作品と紐付け、シリアスパートとギャグパートの落差が大きすぎる、テンションが不安定すぎるなど、その作品のファンですら付いていくことが難しい、そのような状況になった時、それは、温度差に弱い「グッピーなら死んでる」レベルということになる。作品だけでなく人物などに対しても用いられる。

## 関連文献
- Aerts, Diederik; Broekaert, Jan; Gabora, Liane; Tomas Veloz, Tomas (August 2012). “The Guppy Effect as Interference”. Quantum Interaction (Nice: University of Nice Sophia Antipolis):  36–47.doi:10.1007/978-3-642-35659-9_4 。
- 松井哲也、小池淳「࣮バーチャルキャラクターのデザインにおけるグッピー効果」『共創学会第2回年次大会』、成蹊大学、共創学会、2018年、111-112頁。